# Heinrich Lissauer
Heinrich Lissauer (* 12. September 1861 in Neidenburg; † 21. September 1891 in Hallstatt) war ein deutscher Neurologe.

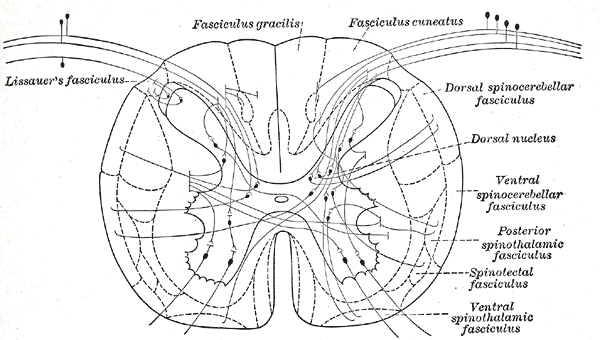
Rückenmarksquerschnitt. Der Lissauer-Trakt ist oben links als Lissauer's fasciculus beschriftet.

Heinrich Lissauer war der Sohn des deutschen Arztes und Archäologen jüdischer Herkunft Abraham Lissauer. Er studierte Medizin in Heidelberg, Berlin und Leipzig. Er war Assistent an der Psychiatrischen Klinik in Breslau bei Carl Wernicke, wo er sich auch habilitierte. 1885 beschrieb er erstmals ein System feiner Nervenfasern, das sich über das gesamte Rückenmark erstreckt. Dieser Tractus posteriolateralis leitet Schmerzreize und wird nach ihm auch als Lissauer-Trakt bezeichnet.
Lissauer starb mit nur 30 Jahren während einer Reise im oberösterreichischen Hallstatt.

## Werke
- Beitrag zum Faserverlauf im Hinterhorn des menschlichen Rückenmarks und zum Verhalten desselben bei Tabes Dorsalis
- Ein Fall von Seelenblindheit, nebst einem Beitrag zur Theorie derselben. In: Archiv für Psychiatrie und. Nervenkrankheiten, Jg. 21 (1890), S. 222–270.
- Sehhügelveränderungen bei progressiver Paralyse. In: Deutsche Medizinische Wochenschrift, Jg. 16 (1890).